# Монако на «Евровидении-1964»
Монако приняло  участие в «Евровидении 1964», проходившем в Копенгагене, Дания, 21 марта 1964 года. Княжество представил Ромуальд с песней «Où sont-elles passées?», выступивший под номером 10. В этом году страна получила 15 баллов, заняв третье место. Комментатором конкурса от Монако в этом году стал Робер Бове (Télé Monte Carlo).
Ромуальд выступил в сопровождении оркестра под руководством Мишеля Коломбье.
Ромуальд был выбран на внутреннем отборе телекомпанией TMC.

## Страны, отдавшие баллы Монако
Жюри каждой страны присуждало оценки 5, 3 и 1 трём наиболее понравившимся песням.
| Отдали Монако… | Отдали Монако…               | Отдали Монако… |
| 5 баллов       | 3 балла                      | 1 балл         |
| -------------- | ---------------------------- | -------------- |
| Франция        | Бельгия Югославия Люксембург | Швейцария      |

## Страны, получившие баллы от Монако
| 5 баллов | Франция |
| 3 балла  | Италия  |
| 1 балл   | Бельгия |